# Musca albina
Musca albina är en tvåvingeart som beskrevs av Christian Rudolph Wilhelm Wiedemann 1830. Musca albina ingår i släktet Musca och familjen husflugor. Inga underarter finns listade i Catalogue of Life.